# Highspire
Highspire és una població dels Estats Units a l'estat de Pennsilvània. Segons el cens del 2000 tenia 2.720 habitants.

## Demografia
Segons el cens del 2000, Highspire tenia 2.720 habitants, 1.279 habitatges, i 689 famílies. La densitat de població era de 1.458,6 habitants per quilòmetre quadrat.
Dels 1.279 habitatges en un 22,7% hi vivien nens de menys de 18 anys, en un 37,3% hi vivien parelles casades, en un 12% dones solteres, i en un 46,1% no eren unitats familiars. En el 38,2% dels habitatges hi vivien persones soles el 13,5% de les quals corresponia a persones de 65 anys o més que vivien soles. El nombre mitjà de persones vivint en cada habitatge era de 2,13 i el nombre mitjà de persones que vivien en cada família era de 2,83.
Per edats la població es repartia de la següent manera: un 19,8% tenia menys de 18 anys, un 9,6% entre 18 i 24, un 32,8% entre 25 i 44, un 22,6% de 45 a 60 i un 15,2% 65 anys o més.
L'edat mediana era de 37 anys. Per cada 100 dones de 18 o més anys hi havia 90 homes.
La renda mediana per habitatge era de 32.083 $ i la renda mediana per família de 40.398 $. Els homes tenien una renda mediana de 31.269 $ mentre que les dones 24.188 $. La renda per capita de la població era de 18.781 $. Entorn del 5,1% de les famílies i el 10,4% de la població estaven per davall del llindar de pobresa.

## Poblacions més properes
El següent diagrama mostra les poblacions més properes.